# Mandelshagen
Mandelshagen là một đô thị ở huyện huyện Bad Doberan, bang Mecklenburg-Vorpommern, Đức. Đô thị này có diện tích 16,16 km², dân số thời điểm ngày 31 tháng 12 năm 2006 là 50 người.
Bản mẫu:Cities and towns in Bad Doberan (district)